# La Mezquitera, Zapotlanejo
La Mezquitera är en ort i Mexiko.   Den ligger i kommunen Zapotlanejo och delstaten Jalisco, i den centrala delen av landet, 400 km väster om huvudstaden Mexico City. La Mezquitera ligger 1 463 meter över havet och antalet invånare är 1 056.
Terrängen runt La Mezquitera är kuperad österut, men västerut är den platt. Runt La Mezquitera är det ganska tätbefolkat, med 96 invånare per kvadratkilometer. Närmaste större samhälle är Tonalá, 14,6 km nordväst om La Mezquitera. I omgivningarna runt La Mezquitera växer huvudsakligen savannskog.